# Карпово-Надеждинка
Ка́рпово-Наде́ждинка — село Амвросіївської міської громади Донецького району Донецької області, Україна.

## Загальні відомості
Відстань до райцентру становить близько 14 км і проходить автошляхом місцевого значення.
Неподалік від села розташований ботанічний заказник місцевого значення Пристенське.
Унаслідок російської військової агресії із серпня 2014 р. Карпово-Надеждинка перебуває на території ОРДЛО.
В часи існування Радянського Союзу, у селі Карпо-Надеждинка розташовувалось Перше відділення радгоспу-мільйонера «Білоярівського», який спеціалізувався на овочівництві, та розповсюджував власну продукцію на теренах України та Росії. Також передове господарство мало велике поголів'я молочного скотарства, свиноферма та ін.
Після реформування сільського господарства та розпаювання земельного фонду інфраструктура села зазнала значних змін. Було засновано два сільськогосподарські товариства «Зоря» та «Дружба». Було закрито та занедбано місцевий будинок культури, сільську бібліотеку, а потім і дитячий садок.
На даний час існує Карпово-Надеждинська неповна середня школа. Є два продовольчі магазини. Транспортне сполучення села обмежене маршрутним таксі до районного центра — міста Амвросіївки. Основна частина населення-пенсіонери та люди передпенсійного віку. Молодь вимушена покидати рідні домівки в пошуках роботи.

## Історія
Назва села походить від засновників-поміщиків Карпа та Надії. Карпо був за походженням з української родини, а Надія була донькою заможного російського поміщика. У посаг молодята отримали невелику кількість кріпаків, які мешкали на окремих вулицях, одна з яких мала назву Хохладська (від слова «хохли»), а інша Кацапська (від слова «кацапи»). У наш час назви змінено на Совєтська та вул. Червоних партизан.
Село постраждало внаслідок геноциду українського народу, вчиненого урядом СРСР у 1932—1933 роках, кількість встановлених жертв — 39 людей.
19 серпня 1943 року в село увійшла Червона Армія.

## Населення
За даними перепису 2001 року населення села становило 629 осіб, із них 50,56 % зазначили рідною мову українську та 48,97 % — російську.

## Відомі люди
Уродженцями села є:
- Балабаєв Олександр Васильович (1915—1944) — Герой Радянського Союзу.
- Ломакін Василь Іванович (1920—1944) — Герой Радянського Союзу.